# Операции британских разведывательных служб в период войны за независимость Ирландии
Операции британских разведывательных служб в период англо-ирландской войны (англ. British Intelligence Operations During the Anglo-Irish War) относится к деятельности спецслужб Британской Империи по сдерживанию деятельности ирландских повстанцев. Борьба между королевскими агентами и повстанцами ужесточалась практически равными разведывательно-диверсионными силами. Война окончилась в 1921 году англо-ирландским договором, в результате которого Британия потеряла контроль над большей частью острова, но отстояла значительную часть исторического Ольстера. Операциям британских спецслужб в период войны посвящены ряд исследований. 

## Предыстория
12 июля 1909 года подразделение Комитета обороны Империи собрался в последний раз после пяти месяцев регулярных сессий. Основной целью отдела было решить, нужно ли вводить новую политику в отношении угрозы иностранных шпионов и подрывной деятельности в Соединенном Королевстве, и какие службы были необходимы для реализации этой политики. Под надзором государственного секретаря по вопросам войны Ричарда Бердона Холдейна в комитет входили такие видные деятели, как Реджинальд Маккенна, первый лорд Адмиралтейства, министр внутренних дел Герберт Гладстон; адмирал Александр Бетелл; и представители казначейства и министерства иностранных дел. Помимо решения вопроса рисков для национальной безопасности из-за иностранного шпионажа, второй задачей было определить, необходимы ли изменения в существующей системе сбора информации из-за рубежа. На последнем заседании в июле члены комитета согласились, что новая организация должна и будет создана, чтобы взять на себя обязанности по сбору разведданных и контрразведке как внутри, так и за пределами Империи. Эта организация изначально была известна как Бюро секретных служб, которое в конечном итоге трансформировалось в МИ5 и МИ6. 
К началу двадцатого века, как из-за военных тенденций на континенте, так и из-за растущего страха и паранойи дома, британская администрация наконец была вынуждена ответить на эти вопросы и принять твердое решение двигаться вперед. Сбор разведданных имел первостепенное значение, поскольку Великобритания вступила в Первую мировую войну, а вскоре после этого — в англо-ирландскую войну. Разведывательные отделы наконец стали постоянным элементом в армии к началу XX века, а методы и порядок сбора информации стали более четко определены с предыдущего столетия. Теперь в армии и на флоте были постоянные сотрудники, которые подчинялись непосредственно своим начальникам, которые, в свою очередь, передавали разведданные, которые они считали критически важными, Военному министерству и другим членам правительства.
В зарубежных странах были созданы полевые отделения, и британские агенты тщательно изучали передвижения войск и общественные настроения в районах, где они были размещены. Аналогичным образом, полицейские силы в Англии стали опытными в своей работе по выявлению и задержанию радикальных экстремистов, начиная с подавления движения фениев в середине девятнадцатого века, а затем и немецких шпионов. Однако, пока военная разведка, а также полицейская разведка в Англии были реструктурированы и усовершенствованы, структура ирландских полицейских сил оставалась почти неизменной. По мере того, как разведывательные службы в Англии становились все более профессионализированными и все больше сосредоточивали свое внимание и усилия на иностранных государствах 33, таких как Германия, они привыкли к своим собственным методам работы и сбора разведданных и ожидали, что другие службы в пределах империи будут следовать новой системе. Однако Ирландия осталась за пределами профессионализации разведки, и ирландские полицейские силы стали лучше организованы только позже.